# Chilicola rostrata
Chilicola rostrata är en biart som först beskrevs av Heinrich Friese 1906.  Chilicola rostrata ingår i släktet Chilicola och familjen korttungebin. Inga underarter finns listade i Catalogue of Life.